# Thorectes coloni
Thorectes coloni es una especie de coleóptero de la familia Geotrupidae.

## Distribución geográfica
Habita en Marruecos.